# فنفلورامین
فنفلورامین (به انگلیسی: fenfluramine)
رده درمانی: مشتقات آمفتامین
اشکال دارویی: قرص

## موارد مصرف
فنفلورامین برای کاهش اشتها مصرف می‌شود. همچنین درمان کمکی و کوتاه‌مدت در چاقی اگزوژن (ناشی از پرخوری)، موارد تثبیت‌نشده اختلالات روانپزشکی مانند کودکان مبتلا به اوتیسم با سطح سروتونین خونی بالا .

## مکانیسم اثر
این دارو با اثر بر روی مسیر سروتونین در دستگاه عصبی مرکزی با تخلیه سروتونین و کاهش بازجذبش باعث کاهش متابولیت سروتونین در CSF می‌شود.

## عوارض جانبی
تضعیف مغز استخوان، لکوپنی، گرانولوسیتوز، ریزش مو، گُرگرفتگی، تب، چشم، گوش، حلق و بینی، میدریاز، تاری دید، بی‌خوابی و پرگوئی، سرگیجه، خواب‌آلودگی، سردرد، تحریک‌پذیری، گیجی، تغییرات خلقی، اضطراب ضعف، رویاهای واضح، افسردگی، خستگی، بی‌حالی، اوفوریا، لرزش، تهوع، استفراغ، بی‌اشتهائی.